# 賈尼斯·普羅哈勞
賈尼斯·普羅哈勞（1995年—），化名“基特”（直译：「貓」），白俄罗斯士兵，曾担任乌克兰武装部队卡斯图斯·卡利诺夫斯基团的指挥官。2024年4月，該職位由帕維爾·舒爾梅继任。

## 備注
1. ↑  白羅斯語羅馬化：Dzyanis Prokharaw
2. 烏克蘭語羅馬化：Kit